# Ironman Floride
L'Ironman Floride est une compétition de triathlon longue distance créée en 1999 et qui se tient depuis sa création à Panama City en Floride au mois de novembre. Organisé par la World Triathlon Corporation, la compétition est qualificative pour le championnats du monde d'Ironman à Hawaï pour les professionnels jusqu'en 2014.

## Histoire
L’organisation d'un triathlon sur distance Half Iroman existe à Panama City sous le nom de Gulf Coast Triathlon depuis 1983 et perdure jusqu'en 1990. L'événement rassemble jusqu'à 1600 participants. Cette épreuve faisait partie d'un groupe de compétition sur distance Half qui ne porte pas encore le nom de la marque Ironman mais qui offre des places et des points de qualification pour l'Ironman d'Hawaï.
En 1999, Graham Fraser, qui a repris en 1996 l'organisation de l'Ironman Canada, à la tête de son entreprise « Ironman Amérique du Nord », signe un contrat avec la World Triathlon Corporation (WTC) pour le développement d'un nouvel événement à Panama City pour le mois de novembre . En tant que directeur de course; il organise tout d'abord l'épreuve Jerry Lynch. L'année suivante il le remplace par Lyle Harris, avec qui il organisait également l'Ironman Lake Placid qui portait le nom d'Ironman USA avant la création de l'épreuve de Panama City.
| \| Panama City · Depuis 1999 \| Localisation de l'épreuve depuis 1999 |
| Panama City · Depuis 1999                                             |

## Palmares
| Date | Médaille d'or             | Temps           | Médaille d'argent  | Temps           | Médaille de bronze  | Temps           |
| ---- | ------------------------- | --------------- | ------------------ | --------------- | ------------------- | --------------- |
| 2023 | Rodolphe von Berg         | 7 h 34 min 41 s | Kacper Stepniak    | 7 h 42 min 2 s  | Matthew Marquardt   | 7 h 44 min 26 s |
| 2021 | Gustav Iden               | 7 h 42 min 56 s | Lionel Sanders     | 7 h 48 min 49 s | Robert Kallin       | 8 h 8 min 12 s  |
| 2020 | Chris Leiferman           | 7 h 52 min 44 s | Matt Hanson        | 7 h 55 min 2 s  | Sam Long            | 7 h 55 min 33 s |
| 2019 | Joe Skipper               | 7 h 46 min 28 s | Ben Hoffman        | 7 h 48 min 29 s | Andrew Starykowicz  | 7 h 56 min 32 s |
| 2014 | Lionel Sanders            | 6 h 58 min 46 s | Tom Lowe           | 7 h 17 min 53 s | Maxim Kriat         | 7 h 24 min 50 s |
| 2013 | Victor Del Corral Morales | 7 h 53 min 12 s | Andrew Starykowicz | 7 h 55 min 22 s | Filip Ospalý        | 7 h 58 min 44 s |
| 2012 | Andrew Starykowicz        | 8 h 6 min 17 s  | Jan Raphael        | 8 h 8 min 49 s  | Scott Defilippis    | 8 h 9 min 33 s  |
| 2011 | Ronnie Schildknecht       | 7 h 59 min 42 s | Maxim Kriat        | 8 h 10 min 43 s | Justin Daerr        | 8 h 18 min 2 s  |
| 2010 | James Cunnama             | 8 h 15 min 59 s | Pedro Gomes        | 8 h 19 min 26 s | Dirk Bockel         | 8 h 21 min 23 s |
| 2009 | Kirill Kotshegarow        | 8 h 24 min 29 s | Maxim Kriat        | 8 h 26 min 51 s | Massimo Cigana      | 8 h 28 min 4 s  |
| 2008 | Tom Evans -2-             | 8 h 7 min 59 s  | Torbjørn Sindballe | 8 h 17 min 51 s | Petr Vabroušek      | 8 h 23 min 0 s  |
| 2007 | Stephan Vuckovic          | 8 h 21 min 29 s | Sergio Marques     | 8 h 23 min 49 s | Bryan Rhodes        | 8 h 26 min 52 s |
| 2006 | Jan Raphael               | 8 h 22 min 44 s | Eduardo Sturla     | 8 h 23 min 49 s | Jim Vance           | 8 h 37 min 9 s  |
| 2005 | Marino Vanhoenacker       | 8 h 28 min 26 s | Steffen Liebetrau  | 8 h 33 min 51 s | Markus Fachbach     | 8 h 41 min 22 s |
| 2004 | Tom Evans -1-             | 8 h 31 min 7 s  | Olivier Bernhard   | 8 h 35 min 30 s | Lothar Leder        | 8 h 37 min 0 s  |
| 2003 | Timo Bracht               | 8 h 30 min 29 s | Andrey Yasterbow   | 8 h 35 min 18 s | Raynard Tissink     | 8 h 38 min 5 s  |
| 2002 | Jason Shortis             | 8 h 27 min 44 s | Andreas Niedrig    | 8 h 32 min 6 s  | Rutger Beke         | 8 h 35 min 6 s  |
| 2001 | Spencer Smith             | 8 h 21 min 33 s | Timothy DeBoom     | 8 h 28 min 3 s  | Olivier Bernhard    | 8 h 29 min 59 s |
| 2000 | Jamie Cleveland           | 8 h 37 min 58 s | Alec Rukosuev      | 8 h 46 min 14 s | Kirill Litovtchenko | 8 h 52 min 5 s  |
| 1999 | Lothar Leder              | 8 h 26 min 27 s | Troy Jacobson      | 8 h 45 min 56 s | Anssi Lehtinen      | 8 h 46 min 55 s |

| Date | Médaille d'or          | Temps           | Médaille d'argent   | Temps           | Médaille de bronze | Temps           |
| ---- | ---------------------- | --------------- | ------------------- | --------------- | ------------------ | --------------- |
| 2023 | Skye Moench            | 8 h 22 min 28 s | India Lee           | 8 h 31 min 0 s  | Jocelyn McCauley   | 8 h 33 min 55 s |
| 2021 | Heather Jackson        | 8 h 52 min 56 s | Skye Moench         | 8 h 56 min 35 s | Laura Zimmermann   | 9 h 8 min 0 s   |
| 2020 | Katrina Matthews       | 8 h 40 min 50 s | Skye Moench         | 8 h 46 min 35 s | Meredith Kessler   | 8 h 59 min 1 s  |
| 2014 | Yvonne van Vlerken -3- | 8 h 1 min 47 s  | Camilla Lindholm    | 8 h 36 min 28 s | Ashley Clifford    | 8 h 36 min 55 s |
| 2013 | Yvonne van Vlerken -2- | 8 h 43 min 7 s  | Ashley Clifford     | 8 h 49 min 3 s  | Erika Csomor       | 8 h 56 min 41 s |
| 2012 | Yvonne van Vlerken -1- | 8 h 51 min 35 s | Mirinda Carfrae     | 9 h 5 min 3 s   | Ashley Clifford    | 9 h 7 min 34 s  |
| 2011 | Jessica Jacobs -2-     | 8 h 55 min 10 s | Mackenzie Madison   | 9 h 10 min 21 s | Sofie Goos         | 9 h 22 min 21 s |
| 2010 | Jessica Jacobs -1-     | 9 h 7 min 49 s  | Erika Csomor        | 9 h 14 min 40 s | Kim Loeffler       | 9 h 21 min 26 s |
| 2009 | Sofie Goos             | 9 h 8 min 38 s  | Tamara Kozulina     | 9 h 12 min 47 s | Bella Bayliss      | 9 h 13 min 52 s |
| 2008 | Bella Bayliss -5-      | 9 h 7 min 48 s  | Tamara Kozulina     | 9 h 14 min 15 s | Jessica Jacob      | 9 h 17 min 51 s |
| 2007 | Nina Kraft             | 9 h 5 min 35 s  | Heleen bij de Vaate | 9 h 7 min 40 s  | Tyler Stewart      | 9 h 9 min 18 s  |
| 2006 | Bella Comerford -4-    | 9 h 28 min 28 s | Carole Sharpless    | 9 h 40 min 22 s | Hillary Biscay     | 9 h 40 min 39 s |
| 2005 | Bella Comerford -3-    | 9 h 33 min 9 s  | Sibylle Matter      | 9 h 36 min 45 s | Gabriela Loskotová | 9 h 42 min 29 s |
| 2004 | Michellie Jones        | 9 h 28 min 54 s | Bella Comerford     | 9 h 34 min 54 s | Barbara Buenahora  | 9 h 36 min 27 s |
| 2003 | Bella Comerford -2-    | 9 h 26 min 17 s | Nicole Leder        | 9 h 28 min 51 s | Ute Mückel         | 9 h 42 min 24 s |
| 2002 | Bella Comerford -1-    | 9 h 36 min 33 s | Ute Mückel          | 9 h 40 min 51 s | Barbara Buenahora  | 9 h 41 min 41 s |
| 2001 | Katja Schumacher       | 9 h 25 min 59 s | Maryellen Powers    | 9 h 48 min 9 s  | Joanna Zeiger      | 10 h 1 min 5 s  |
| 2000 | Tara-Lee Marshall      | 9 h 33 min 49 s | Andrea Fisher       | 9 h 38 min 24 s | Jan Wanklyn        | 9 h 41 min 40 s |
| 1999 | Katja Mayer            | 9 h 47 min 51 s | Sheri Fraser        | 10 h 1 min 0 s  | Susan Fox          | 10 h 6 min 42 s |